# 天の王

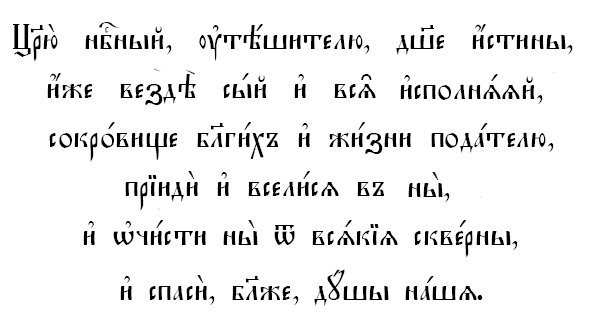
教会スラヴ語で書かれた「天の王」

日本正教会文語体で書かれた「天の王」

天の王（てんのおう、ギリシア語: Βασιλεῦ οὐράνιε, 教会スラヴ語: Царю́ Небе́сный）とは、正教会において最も頻繁に用いられる祈りの一つである。他教派も含め、祈祷文においてイイスス・ハリストス（イエス・キリストの中世ギリシャ語読み）を指して天の王と呼ぶ事例が多いが、本記事では聖神の助けを願う正教会での祈りについて詳述する。

## 概要
「天の王」は聖神の助けを願う祈りであり、正教会における聖神についての理解も端的に示されている。聖俗の場面の別無く、信徒によって何かが始められる時に使われる。
あらゆる奉神礼・公祈祷において冒頭に唱えられるか歌われるかするのみならず、各種教会行事の始まりにも唱えられるか歌われるかする（ただし復活大祭後の復活祭期のみは「パスハの讃詞」に代えられる）。また、私祈祷の冒頭にも用いられる祈祷文であり、日々、仕事等、何かを始める前に唱える事が奨められている。
五旬祭においては、讃頌（ステヒラ）の一つとしても歌われる。

### 日本語

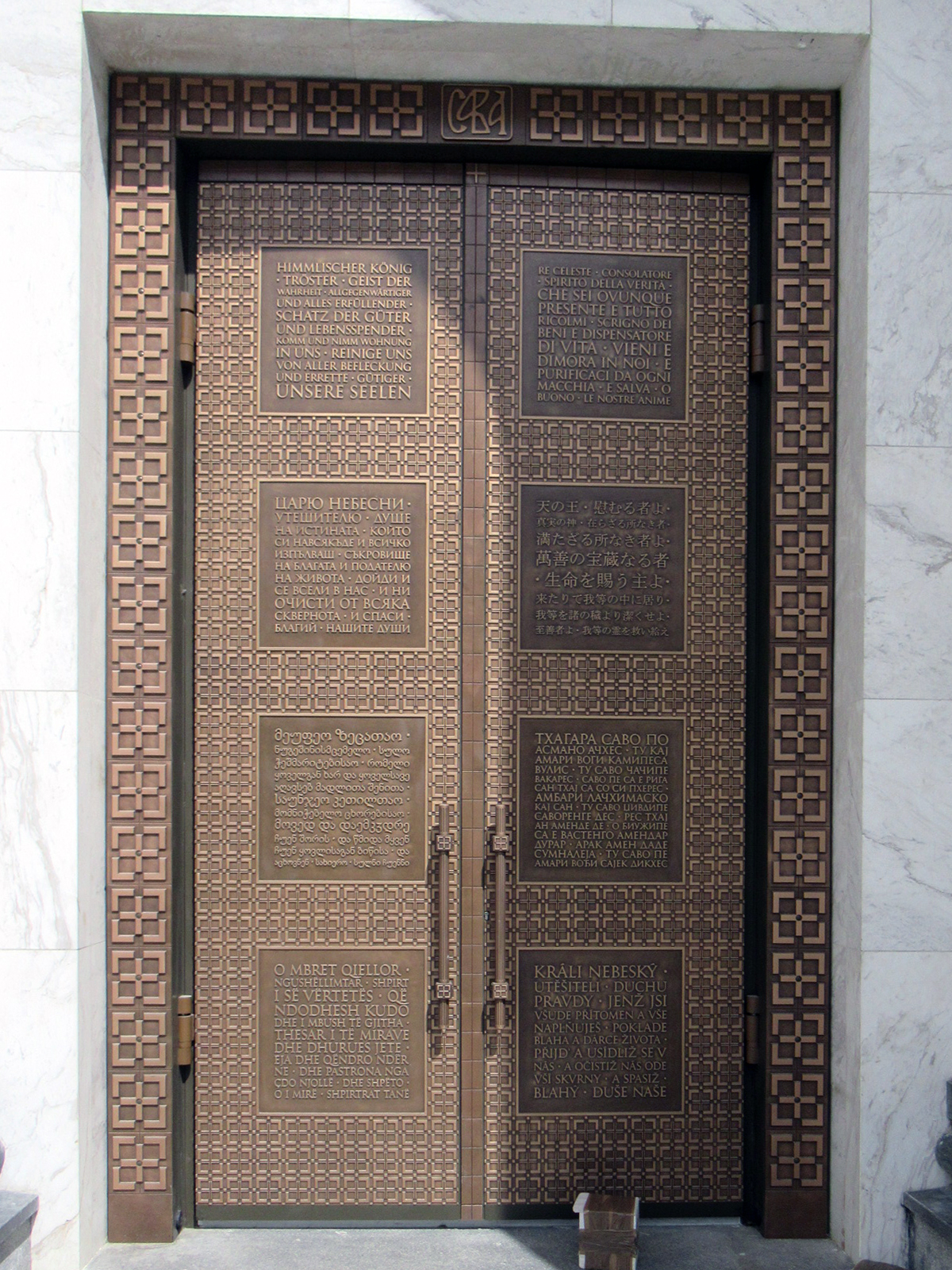
ベオグラードの聖サヴァ神殿の扉、祈り「天の王」、上から 2 番目に日本語